# Посольство России в Мьянме
Посольство России в Янгоне — дипломатическое представительство Российской Федерации в городе Янгон в Мьянме.

## Дипломатические отношения
Дипломатические отношения между СССР и Мьянмой (тогда Бирма) установлены 18 февраля 1948 года после объявления Бирмой независимости от Великобритании. В 1950—1960 годы СССР оказал Бирме существенную техническую и материальную помощь. Советскими специалистами были построены в Янгоне технологический институт и гостиница, а также госпиталь в Таунджи. В декабре 1991 года Мьянма признала Российскую Федерацию в качестве государства-продолжателя СССР.
В 2009—2012 годах Мьянма выполняла функции координатора диалогового партнерства Россия-АСЕАН. В 2014 году Мьянму посетили Председатель Правительства РФ Дмитрий Медведев, Секретарь Совета безопасности России Николай Патрушев. В 2015 году состоялись визиты в Россию вице-президента РСМ Ньян Туна, заместителя министра культуры До Санда Кхин, других официальных лиц.

## Послы России в Мьянме
- Вадим Иванович Шабалин (1990—1992)
- Валерий Вартанович Назаров (1992—1997)
- Глеб Александрович Ивашенцов (1997—2001)
- Олег Викторович Кабанов (2001—2006)
- Михаил Михайлович Мгеладзе (2006—2012)
- Василий Борисович Поспелов (2012—2016)
- Николай Александрович Листопадов (2016—2023)
- Искандер Кубарович Азизов (2023—наст. вр.)